# Jean Lesage

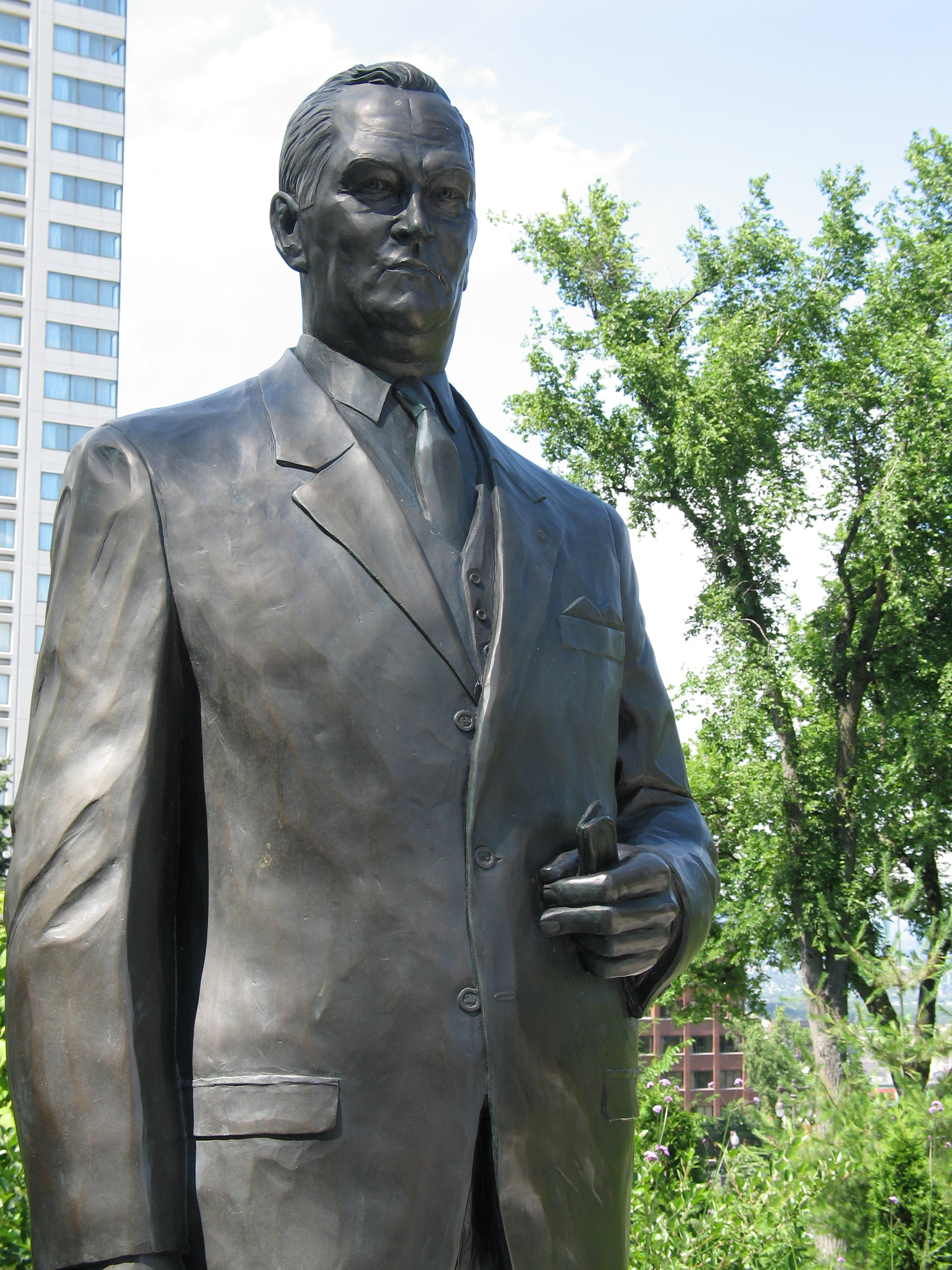
Statue von Jean Lesage vor dem Parlament des Quebec

Jean Lesage, PC, CC (* 10. Juni 1912 in Québec; † 12. Dezember 1980 ebenda) war ein kanadischer Politiker. Er war von 1960 bis 1966 Premierminister der Provinz Québec.

## Leben

### Karriere als Jurist
Jean Lesage war der Sohn von Cécile Côté und Xavéri Lesage, einem Lehrer und Beamten in Montreal. Jean Lesage besuchte die Saint-Louis-de-Gonzague-Schule in Québec, das Séminaire de Québec und die Université Laval, wo er mit einem Diplom in Jura abschloss. Am 10. Juli 1934 wurde er in die Anwaltskammer der Provinz Québec aufgenommen.
Er übte seinen Beruf als Anwalt zusammen mit Paul Lesage (1934), später mit Charles Gavan Power, Valmore Bienvenue, Paul Lesage und Jean Turgeon aus. Lesage heiratete die Opernsängerin Corinne Lagarde. Von 1939 bis 1944 war er Staatsanwalt.

### Karriere als Politiker
Im Zuge der Wahlen von 1945 wurde Lesage als Mitglied der Liberalen Partei Kanadas zum Abgeordneten des Landkreises Montmagny-L’Islet gewählt. 1949 wurde er wiedergewählt. Vom 24. Januar 1951 bis zum 31. Dezember 1952 war er parlamentarischer Stellvertreter des Staatssekretärs für äußere Angelegenheiten, anschließend bis zum 13. Juni 1953 parlamentarischer Stellvertreter des Finanzministers. Mit seiner erneuten Wiederwahl wurde Lesage am 17. September Minister für Ressourcen und wirtschaftliche Entwicklung im Kabinett Saint-Laurent. Vom 16. Dezember 1953 bis zum 21. Juni 1957 war Lesage Minister für Nordkanada und natürliche Ressourcen. Mit seiner Wiederwahl 1957 und 1958 überstand Lesage die progressistisch-konservative Diefenbaker-Regierung, gab jedoch mit seiner Wahl zum Parteichef am 31. Mai 1958 seinen Parlamentssitz ab.

## Die Regierung Lesage
Jean Lesage gewann die Wahlen von 1960 und war vom 5. Juli 1960 bis zum 16. Juni 1966 Premierminister, Präsident des Exekutivrates und Finanzminister, ab dem 28. März 1961 auch Minister für föderal-provinzielle Angelegenheiten. Vom 30. Mai bis zum 8. August 1963 war er Minister für Staatseinkünfte.

### Das Plebiszit zur Verstaatlichung
Das Regierungsprogramm von Lesage ging über einfache Wirtschaftsreformen hinaus. Der traditionell konservative Québec verfügte über eine relative politische und wirtschaftliche Autonomie. Lesage wollte die Einrichtungen und Denkweisen der Provinz ändern; die Verstaatlichung ihrer einflussreichen Wasserkraftwerksbetreiber sollte ein „Zünder“ sein.
Lesage rief am 19. September 1962 allgemeine Wahlen zur Verstaatlichung der Elektrizitätswerke aus. Am Abend des 11. November wurde ein Streitgespräch – das erste in der Geschichte Kanadas – zwischen Lesage und dem Chef der Opposition, Daniel Johnson, im Fernsehen übertragen.

### Die stille Revolution der „Belle Province“
Die Regierung Lesage profitierte vom schnellen Wirtschaftswachstum und gestaltete die Provinz Québec mit Hilfe mehrerer Großprojekte vollkommen um. Natürliche Ressourcen wurden verstaatlicht; 1964 und 1965 wurden die staatlichen Gesellschaften Sidérurgie du Québec und Société québécoise d'exploration minière gegründet. Lesage, der um die Unabhängigkeit und die Kompetenz des Staates besorgt war, unternahm eine tiefgreifende Bildungsreform, die 1964 in der Gründung des Bildungsministeriums gipfelte. 1961 wurde die Parent-Kommission eingesetzt, um Empfehlungen auszuarbeiten, die zur Umsetzung verschiedener Reformen führten. Die wichtigste war die vollständige Säkularisierung des Bildungswesens. Zwar behielten die Schulen pro forma ihren katholischen oder reformierten Charakter, doch in der Praxis wurden sie zu weltlichen Institutionen. Andere Reformen waren die Einführung einer Schulpflicht bis zum 16. Lebensjahr und freier Unterricht bis zum elften Schuljahr. Auch das kirchliche Gesundheitswesen wurde unter die Kontrolle der Provinzregierung gestellt. Daneben wurde 1961 in Québec eine eigene Krankenkasse gegründet. Lesage gründete das Kulturministerium und das Ministerium für Staatseinkünfte und föderal-provinzielle Angelegenheiten. Außerdem wurden Auslandsvertretungen für Québec eingerichtet (1961 in Paris und 1963 in London). Diese einschneidenden Reformen sind als Révolution tranquille bekannt.
Mit den Wahlen von 1966 jedoch erlangten die den Liberalen weniger geneigten Vertreter der Landbezirke gegenüber den Stadtbezirken eine große Mehrheit – obwohl die Liberale Partei die meisten Stimmen bekam. So wurde die Union Nationale stärkste Kraft. Nach dem Ende seines Exekutivmandats wurde Lesage 1966 Abgeordneter der Regierung Louis-Hébert und war bis 1970 Chef der Opposition. Bereits am 28. August 1969 hatte Lesage seinen Rücktritt vom Amt des Parteichefs angekündigt.

### Die letzten Jahre
Nach April 1970 wurde Lesage Mitglied einer Kommission, die von der Regierung des Québec mit der Ausarbeitung einer Gesetzgebung beauftragt war. Von 1965 bis 1970 war Lesage Ehrenoberst des 6. Regiments der Artillerie; seitdem war er Direktor mehrerer Unternehmen wie Lever Brothers Ltd., Montreal Trust Co., Mondev Corporation Ltd., Campbell Chibougamau Mines Ltd. und J.J. Baker Ltd. 1971 war er Mitglied des Verwaltungsrats von Canadian Reynolds Metals Co. Im Juni 1972 wurde er zum Präsidenten des Verwaltungsrats der Nordiques de Québec ernannt.
Jean Lesage starb am 12. Dezember 1980 in Québec.